# 全國勞工聯盟
全國勞工聯盟（英文：National Confederation of Labour，缩写为CNT）全称西班牙全国劳工联合会，是西班牙的一個無政府工團主義工會联合会。1910年於巴塞罗那成立。儘管早期被視為不合法，但全國勞工聯盟一直致力為工人發聲，推廣工人自治及互助思想，於西班牙工人權益運動有著重要的地位。在西班牙内战中扮演了重要的角色。该组织长期與國際工人協會關係緊密，被合稱为“CNT-AIT”。

## 組織

### 會員
全國勞工聯盟在其網頁聲明對會員的要求：「我們招攬會員的要求僅是要求會員為工人、學生及失業人士。只有鎮壓組織、僱主及其他權益剝削人士不能加入我們。」

### 目標
全國勞工聯盟旨在於勞工之間「建立團結互助精神」，期望透過此種精神於現時社會制度下改善工人的待遇。

## 历史
CNT成立于1910年，前身是1868年第一国际在西班牙的分部，总部位于西班牙巴塞罗那，自成立开始，CNT活跃于马德里、巴塞罗那与巴斯克等北部工业大城。在南部的安达卢西亚区，CNT也活跃于农场村落。在30年代初CNT已经发展到一百多万人的局面，掌控有各大煤矿工人区的运动主导权。在巴塞罗那几乎处处都是CNT的工人自治（Autogestion）工厂。南部与瓦伦西亚区域也纷纷出现CNT掌控的村落，在村落中村民自行执行财产共产制度，没收地主农地交由社区共管，配给食物等生活所需。这些由CNT主导的区域在自治运作期间都大大提高了村落的农业与日常生活用品的生产力。西班牙内战中，CNT成为西班牙共和军的主力四处征战。内战失败后被弗朗哥政府宣布为非法。20世纪80年代，弗朗哥政府垮台，西班牙迈向民主化后，CNT获得了合法地位。CNT继续领导西班牙的工人运动，只不过将焦点立足于工人的自我管理、联邦主义以及团结互助等方面。